# Bob Sweikert
Robert « Bob » Charles Sweikert, né le 20 mai 1926 à Los Angeles et mort le 17 juin 1956 à Salem, est un pilote de course américain.

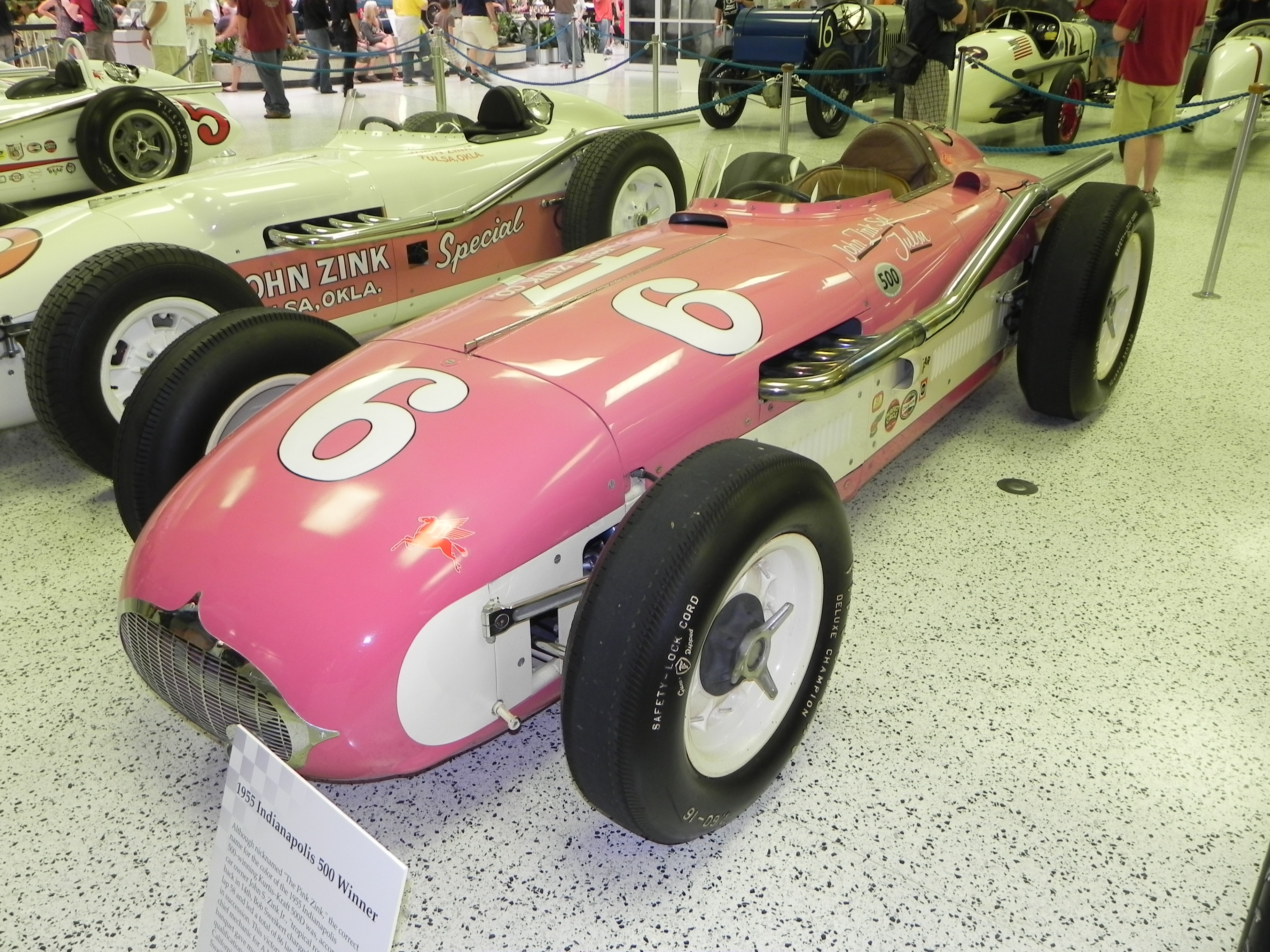
La Kurtis-Offenhauser du team de John Zink, utilisée par Sweikert pour remporter l'Indy 1955 (IMS Hall of Fame Museum).

Il est connu pour sa victoire aux 500 miles d'Indianapolis 1955, au championnat national AAA 1955, ainsi qu'au championnat Midwest Sprint Car 1955, un triplé qu'il est toujours le seul pilote à avoir réussi lors de la même saison.

## Biographie
Il a grandi à Los Angeles. À 16 ans il devient mécanicien chez le concessionnaire Ford d'Hayward: il gagne alors souvent des courses de rue tout au long de l'East Bay. Après la guerre il ouvre le Sweikert Automotive, un atelier de réparation dans le garage de la maison de ses parents. Construisant son propre roadster, il termine deuxième de sa première course rémunérée, le 26 mai 1947 (jour du Memorial Day) à l'Oakland Speedway.
Devenu professionnel, il participe à des courses de midget cars en 1948 et remporte ses premiers succès avec la Bay Cities Racing Association. Il participe à 72 courses lors de sa première saison en BCRA. En 1949 il débute en sprint car.
Il dispute son premier Indy 500 en 1952. Le 12 septembre 1953, il est le premier pilote à dépasser les 100 mph (160 km/h) sur une piste ovale d'un mile (1,6 km), à l'Eastern Speed Dome de Syracuse (NY), et le 11 septembre 1954 il est encore le premier à dépasser les 90 mph (145 km/h) dans une course de 100 miles (160 km), toujours à Syracuse où il dispute le plus souvent de spectaculaires compétitions.
Sa victoire à l'édition 1955 de l'Indy 500 lui permet de remporter également une course en Championnat du monde de Formule 1 et d'obtenir 8 points dans ce dernier.
Il meurt après une course de sprint car sur le Salem Speedway de Washington County (Indiana, proche de Salem), à la suite d'un duel avec la voiture de son ami d'enfance, Ed Elisian. Il est déclaré mort à son arrivée à l'hôpital du comté de Washington; il est enterré au cimetière de Lone Tree (l'arbre solitaire) à Fairview (Californie).

## Titres
- American Championship car racing (AAA National racing car Championship dernière version, avant gestion du championnat par l'USAC): 1955;
- Midwest Sprint Car Championship: 1955;
- Premier BCRA Indoor Midget Race Track championship: 1949 (sur l'ovale d'Oakland);

## Autres victoires en championnat AAA
(6 pole positions, entre 1952 et 1956)
- 1953: Hoosier Hundred (Indiana State Fairgrounds, ou ISF);
- 1954: Syracuse 100 (New York State Fairgrounds);
- 1955: Syracuse 100 (Great New York State Fair).

## Distinctions
- Hoosier Auto Racing Fan Club Hall of Fame: 1956 (janvier);
- Couverture de Sports Illustrated: 1956 (mai);
- Motoring Press Association Hall of Fame à San Francisco: 1993;
- Indianapolis Motor Speedway Hall of Fame: 1994;
- National Sprint Car Hall of Fame à Knoxville (Iowa): 1995.